# Sinagoghe di via delle Oche
Le sinagoghe di via delle Oche furono due piccoli oratori di Firenze, in uso a cavallo tra Otto e Novecento.

## Storia
Nel 1882, poco prima che il ghetto di Firenze fosse demolito (1888-1889, quarant'anni dopo l'emancipazione nel 1848), gli arredi delle due sinagoghe ivi esistenti furono trasferiti in due piccoli oratori, entrambi collocati nello stesso edificio di via delle Oche n. 5, che era stato regalato da Guglielmo Finzi in gestione alla confraternita Mattir Asurim ("liberare i detenuti"). I due oratori vennero dedicati rispettivamente al culto italiano e a quello sefardita.  Prima della seconda guerra mondiale venne chiuso l'oratorio di rito italiano e nel 1962, dopo ottant'anni di attività, quello di rito sefardita. Fu qui in via delle Oche che nell'agosto 1944 gli ebrei fiorentini si trovarono a celebrare l'avvenuta Liberazione, poiché il Tempio maggiore era stato devastato dai tedeschi.
Proprio per finanziare i lavori di riparazione, lo stabile venne venduto e gli arredi dei due oratori furono trasferiti in Israele, rispettivamente alla sinagoga Yad Hagiborim a Ramat Gan e alla Jeshivah Kerem be-Javne, dove si trovano tuttora. A ricordo dei due oratori resta oggi in loco solo una lapide sulla parete esterna dell'edificio, postavi nel settembre 1980 dalla comunità ebraica di Firenze.
| PER OTTANTA ANNI DAL 1882 AL 1962 QUESTA CASA APPARTENNE ALLA CONFRATERNITA MATTIR ASURIM CHE VI CREÒ DUE ORATORÎ PER IL CULTO EBRAICO QUI NELL'AGOSTO 1944 GLI EBREI FIORENTINI SI RITROVARONO A RINGRAZIARE L'ETERNO PER L'AVVENUTA LIBERAZIONE LA COMUNITÀ ISRAELITICA DI FIRENZE QUESTO RICORDO POSE TISHRÌ 5741 - SETTEMBRE 1980 |

L'edificio, che presenta un fronte di quattro assi su tre piani ed è indicato da Walther Limburger (1910), seppure dubitativamente, come dell'inizio del Cinquecento, fu completamente ristrutturato negli anni in cui Bargellini e Guarnieri compilavano il loro repertorio (1977), ed è stato prima sede di un istituto bancario, ora di un allbergo (Hotel Benivieni).